# Иеремия II (патриарх Константинопольский)
Патриарх Иереми́я II Трано́с (греч. Πατριάρχης Ιερεμίας Β΄ Τρανός; 1530—1595) — Константинопольский патриарх в 1572—1579, 1580—1584 и 1587—1595 годах. Учредил патриаршество Русской церкви в 1589 году.
В русской истории Иеремия известен, прежде всего, как учредитель патриаршества в Москве в 1589 году. Учреждение патриаршей кафедры легализовывало де-факто автокефальный статус Русской церкви в пределах Русского царства (в её юрисдикцию не входили западнорусские епархии, которые оставались в ведении митрополита Киевского, Галицкого и всея Руси, формально подчинённого Константинопольскому патриархату, но по факту подпавшего под католическое влияние, в следствии чего в 1596 году Митрополит Киевский Михаил подпишет Брестскую унию с католиками).

## Биография
Родился в Анхи́але (сейчас Поморие, Болгария) в знатной греческой семье Транос, связанной с родом Кантакузенов.
Взошёл на константинопольскую кафедру в 1572 году, после Митрофана III, низложенного вследствие конфликта с архонтом Михаилом Кантакузином и склонности к униатству. За отношения с папой в 1585 году был сослан на остров Родос. Тюбингенские учёные прислали ему экземпляр Аугсбургского исповедания, в греческом переводе; патриарх в ответном послании 1576 года подробно изложил, в чём он не согласен с протестантами. Тогда патриарху послан был греческий перевод «Compendium theologicum» видного реформатского богослова Иакова Геербранда. Сближения, однако, не последовало, так как Иеремия заявил, что его первые возражения остались неопровергнутыми. В Западной Европе эта переписка вызвала оживлённую полемику между протестантами и католиками. Герцог вюртембергский издал переписку тюбингенских богословов под заглавием: «Acta et Scripta theologorum Wirtembergensium et Patriarchae Constantinopoli» (Виттенберг, 1584).

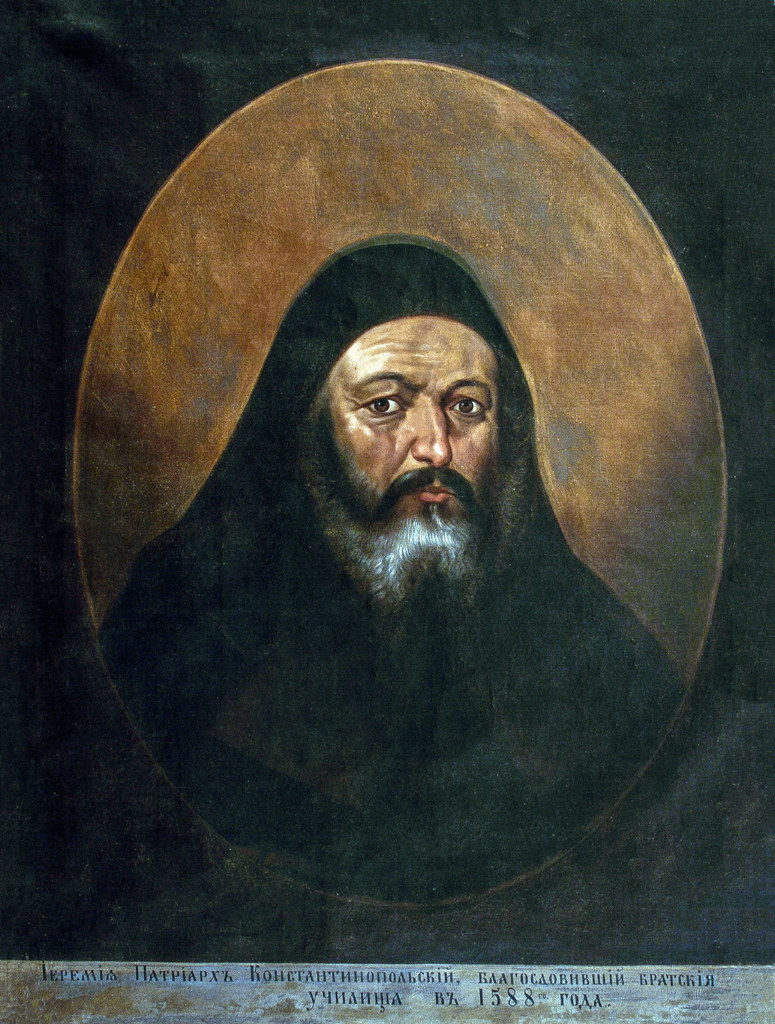
Иеремия II

В 1583 году Римский папа Григорий XIII послал Иеремии письмо, в котором предлагал принять новый календарь и на его основании новую пасхалию. В ответ патриарх Иеремия собрал большой поместный Константинопольский собор в 1583 году, 20 ноября, на который пригласил патриарха Александрийского Сильвестра и патриарха Иерусалимского Софрония IV, на этом соборе греческие иерархи подписали документ «Сингилион» (Σιγγίλιον), в котором не только вновь осудили и анафематствовали католические догматы и обычаи: Филиокве; причащение мирян только Телом Христовым и не причащение мирян Кровью Христовою; служение литургии на опресноках; учение о том, что Христос будет судить только души во втором пришествии без тела; учение о чистилище; главенство папы Римского и индульгенцию; но и анафематствовали всех тех, кто примет григорианскую пасхалию и григорианский календарь. В этом же документе иерархи призвали всех православных твёрдо стоять за православную веру, до пролития крови и до смерти, сохраняя догматы и каноны Православия и не принимая вышеназванные католические догматы и обычаи. В 1587 году собор из вышеназванных лиц подтвердил строжайший запрет, под страхом анафемы, на изменение православных календаря и пасхалии.
Прибыв в Россию в 1588 году, патриарх Иеремия II, по просьбе царя Феодора Иоанновича, его первого советника — Бориса Годунова, и архиереев Русской Церкви, поставил первого патриарха Московского и всея Руси Иова. В этом же году посетил Троице-Сергиев монастырь в сопровождении Иерея митрополита Монемвасийского и Арсения архиепископа Злассонского, где удивился богатству икон, сосудов и служебных риз. Царь Фёдор Иванович велел властям монастыря принять с честью патриарха и подарить ему следующее: чеканный Образ Спаса с пеленою, образ Видение Сергию Чудотворцу, обложенный серебром, венцы со сканью, серебряный кубок, серебряную чару или братину, 40 соболей в 30 рублей, денег 200 рублей, два полотенца, пять братин, троицкие ставики и прочее.
В феврале 1593 года был созван собор в Константинополе, в котором под председательством патриарха Иеремии участвовали патриарх Александрийский Мелетий Пигас, патриарх Антиохийский Иоаким V, патриарх Иерусалимский Софроний IV и многие греческие иерархи; собор определил, что григорианская пасхалия нарушает определение Первого Вселенского собора и 7-е правило святых апостолов, согласно которым христианская Пасха должна праздноваться строго после иудейской Пасхи и после весеннего равноденствия и всегда в день воскресный, поэтому последователей григорианской пасхалии вновь анафематствовали. На том же соборе все четыре патриарха утвердили установление патриаршества в Москве и разделили диоцезы для каждой из пяти патриархий, а затем послали в Москву подписанную грамоту, в которой давали своё патриаршее благословение на московское патриаршество.